# Hapoël Tel Aviv Football Club
Pour les articles homonymes, voir Hapoël Tel Aviv.
Maillots
Actualités
Le Hapoël Tel Aviv Football Club (en hébreu : הפועל תל אביב), plus couramment abrégé en Hapoël Tel Aviv, est un club israélien de football fondé en 1919 et basé dans la ville de Tel Aviv-Jaffa.
Le club est la section football du club omnisports du même nom, le Hapoël Tel Aviv.
Les sections de supporters du club sont connues comme étant politiquement à gauche (Meretz, HaAvoda) et pour leur engagement antiraciste et antifasciste.

## Histoire

### Historique du club
- 1919 : fondation du club sous le nom de Alenbi
- 1927 : le club est renommé Hapoël Tel Aviv
- 1995 : 1re participation à une Coupe d'Europe (C3, saison 1995/96)

### Histoire du club
Le club est fondé en 1923, mais est dissous en 1925 pour être reformé la même année. Il est dissout une seconde fois et reformé en mai 1926. Le 31 mai 1927, il est reformé sous le nom de Hapoël (en hébreu : הפועל) par des membres de l'Histadrout (syndicat de travailleurs israéliens), qui font fusionner le club avec l'Alenbi (fondé en 1919). Le nom Hapoël signifie « L'Ouvrier ».
Le 23 novembre 2006, à la suite d'un match de la Coupe UEFA face au PSG au Parc des Princes s'étant soldé par une victoire du Hapoël (4-2), un supporter français du Hapoël Tel Aviv est agressé par des supporteurs du PSG lors d'incidents graves. Un policier en civil prit sa défense et fit feu sur un groupe de supporters, tuant un jeune homme et en blessant un autre.

## Bilan sportif

### Palmarès
| Compétitions nationales | Compétitions internationales                                                 | |
| --- | ---------------------------------------------------------------------------- | --- |
| \| - Championnat d'Israël (14) : - Champion : 1934, 1935, 1936, 1938, 1940, 1943, 1956-57, 1965-66, 1969, 1980-81, 1985-86, 1987-88, 1999-00 et 2009-10. - Vice-champion : 1932, 1949-50, 1960-61, 1962-63, 1969-70, 1972-73, 1979-80, 1997-98, 2000-01, 2001-02, 2005-06, 2008-09, 2010-11 et 2011-12. - Coupe d'Israël (16) : - Vainqueur : 1928, 1934, 1937, 1938, 1939, 1940, 1959-60, 1971-72, 1982-83, 1998-99, 1999-00, 2005-06, 2006-07, 2009-10, 2010-11 et 2011-12. - Finaliste : 1933, 1941, 1966-67, 1980-81, 1981-82, 1987-88, 1993-94, 2007-08 et 2020-21. - Coupe de la Ligue israélienne (1) : - Vainqueur : 2001-02. \| \| - Supercoupe d'Israël (3) : - Vainqueur : 1968-69, 1969-70 et 1980-81. - Finaliste : 1982-83, 1985-86 et 1987-88. - Championnat d'Israël D2 (2) : - Champion : 2017-18 et 2024-25. \| | - Ligue des champions de l'AFC (1) : - Vainqueur : 1967. - Finaliste : 1970. | |
| - Championnat d'Israël (14) : - Champion : 1934, 1935, 1936, 1938, 1940, 1943, 1956-57, 1965-66, 1969, 1980-81, 1985-86, 1987-88, 1999-00 et 2009-10. - Vice-champion : 1932, 1949-50, 1960-61, 1962-63, 1969-70, 1972-73, 1979-80, 1997-98, 2000-01, 2001-02, 2005-06, 2008-09, 2010-11 et 2011-12. - Coupe d'Israël (16) : - Vainqueur : 1928, 1934, 1937, 1938, 1939, 1940, 1959-60, 1971-72, 1982-83, 1998-99, 1999-00, 2005-06, 2006-07, 2009-10, 2010-11 et 2011-12. - Finaliste : 1933, 1941, 1966-67, 1980-81, 1981-82, 1987-88, 1993-94, 2007-08 et 2020-21. - Coupe de la Ligue israélienne (1) : - Vainqueur : 2001-02. |                                                                              | - Supercoupe d'Israël (3) : - Vainqueur : 1968-69, 1969-70 et 1980-81. - Finaliste : 1982-83, 1985-86 et 1987-88. - Championnat d'Israël D2 (2) : - Champion : 2017-18 et 2024-25. |

### Adversaires européens
Les équipes en italique n'ont été rencontrées que dans le cadre de la Coupe Intertoto.
- Partizan Tirana
- Hambourg SV
- Schalke 04
- Ararat Erevan
- Banants Erevan
- FC Erevan
- FC Kärnten
- Rapid Vienne
- Red Bull Salzbourg
- Sturm Graz
- RSC Anderlecht
- Široki Brijeg
- Željezničar Sarajevo
- Beroe Stara Zagora
- HNK Segesta
- FK Teplice
- Mladá Boleslav
- Viktoria Plzeň
- AaB Ålborg
- Chelsea
- Leeds United
- Tottenham
- Atlético Madrid
- Getafe
- FinnPa
- Olympique lyonnais
- Paris SG
- Saint-Étienne
- Stade rennais
- Panathinaïkos
- Milan AC
- Parme
- Aktobe
- FC Vaduz
- Ekranas
- F91 Dudelange
- Zimbru Chișinău
- PSV Eindhoven
- Strømsgodset
- Legia Varsovie
- Académica de Coimbra
- Benfica Lisbonne
- Pandurii Târgu Jiu
- Rapid Bucarest (à 2 reprises)
- Lokomotiv Moscou
- Rubin Kazan
- Celtic Glasgow (à 2 reprises)
- Glasgow Rangers
- NK Domžale
- Juvenes/Dogana
- Novi Sad
- FC Lucerne
- AIK Solna
- IFK Göteborg
- Örgryte IS
- Gaziantepspor (à 2 reprises)
- Tchernomorets Odessa

## Personnalités du club

### Présidents
- Robi Regev
- Amir Gross Kabiri

### Entraîneurs
Le tableau suivant présente la liste des entraîneurs du club depuis 1947.
| Rang | Nom                   | Période   |
| ---- | --------------------- | --------- |
| 1    | Monia Goldstein       | 1947-194? |
| 2    | ?                     | 19??-1949 |
| 3    | Musta Poliakov        | 1949-19?? |
| 4    | ?                     | 19??-1950 |
| 5    | Zvi Erlich            | 1950-195? |
| 6    | ?                     | 195?-1956 |
| 7    | Ivan Jazbinšek        | 1956-1957 |
| 8    | Edmond Schmilovich    | 1958-1960 |
| 9    | Jenő Kalmár           | 1960-1962 |
| 10   | Harry Game            | 1963-1964 |
| 11   | David Schweitzer      | 1965-1966 |
| 12   | Yosef Mirmovich       | 1966-1968 |
| 13   | Rehavia Rosenbaum     | 1968-1970 |
| 14   | Harry Game            | 1971-1974 |
| 15   | Shimon Ben Yehonathan | 1974-1975 |
| 16   | Rehavia Rosenbaum     | 1975-1976 |
| 17   | Yosef Mirmovich       | 1977-1979 |
| 18   | David Schweitzer      | 1980-1982 |
| 19   | Zvi Rosen             | 1982-1983 |
| 20   | Mordechai Spiegler    | 1984      |

| Rang | Nom                 | Période   |
| ---- | ------------------- | --------- |
| 21   | ?                   | 1984-1986 |
| 22   | David Schweitzer    | 1986-1987 |
| 23   | ?                   | 1987-1989 |
| 24   | David Schweitzer    | 1989-1990 |
| 25   | Shimon Shenhar      | 1990      |
| 26   | Moshe Sinai         | 1991-1992 |
| 27   | Ya’akov Grundman    | 1992      |
| 28   | Yehoshua Feigenbaum | 1993-1994 |
| 29   | Moshe Sinai         | 1994-1996 |
| 30   | Dror Kashtan        | 1996-1997 |
| 31   | Eli Cohen           | 1997-1999 |
| 32   | Dror Kashtan        | 1999-2004 |
| 33   | Gili Landau         | 2004      |
| 34   | Shmuel Hanin        | 2004      |
| 35   | Yehoshua Feigenbaum | 2004-2005 |
| 36   | Dror Kashtan        | 2005-2006 |
| 37   | Itzhak Shum         | 2006      |
| 38   | Nir Levine          | 2006-2007 |
| 39   | Guy Luzon           | 2007-2008 |
| 40   | Eli Guttman         | 2008-2011 |

| Rang | Nom            | Période   |
| ---- | -------------- | --------- |
| 41   | Dror Kashtan   | 2011-2012 |
| 42   | Nitzan Shirazi | 2012      |
| 43   | Yossi Abukasis | 2012-2013 |
| 44   | Freddy David   | 2013      |
| 45   | Ran Ben Shimon | 2013-2014 |
| 46   | Asi Domb       | 2014-2015 |
| 47   | Eli Cohen      | 2015      |
| 48   | Guy Levy       | 2015-2016 |
| 49   | Eli Guttman    | 2016      |
| 50   | Guy Luzon      | 2016-2017 |
| 51   | Meni Koretski  | 2017      |
| 52   | Motti Ivanir   | 2017      |
| 53   | Kobi Refua     | 2017-2018 |
| 54   | Ofir Haim      | 2018-2019 |
| 55   | Kobi Refua     | 2019      |
| 56   | Nisso Avitan   | 2019      |
| 57   | Nir Klinger    | 2019-     |

### Effectif actuel
Effectif pour la saison 2023-2024
| N° | Nat.                              | Poste | Nom du joueur                             |
| -- | --------------------------------- | ----- | ----------------------------------------- |
| 1  | Drapeau de la Lituanie            | G     | Emilijus Zubas                            |
| 4  | Drapeau de la république du Congo | D     | Bryan Passi                               |
| 5  | Drapeau d’Israël                  | D     | Or Blorian (en prêt du Hapoël Beer-Sheva) |
| 6  | Drapeau d’Israël                  | M     | El Yam Kancepolsky                        |
| 7  | Drapeau d’Israël                  | A     | Omri Altam                                |
| 9  | Drapeau de la Slovénie            | A     | Alen Ožbolt                               |
| 10 | Drapeau de la France              | M     | Noam Bonnet                               |
| 11 | Drapeau d’Israël                  | M     | Dan Einbinder (Captain)                   |
| 13 | Drapeau de la république du Congo | A     | Mavis Tchibota                            |
| 14 | Drapeau de l'Espagne              | M     | José Rodríguez                            |
| 15 | Drapeau d’Israël                  | D     | Alon Azugi                                |
| 17 | Drapeau d’Israël                  | M     | Ariel Cohen                               |
| 18 | Drapeau d’Israël                  | M     | Tal Archel                                |
| 19 | Drapeau d’Israël                  | D     | Aviv Salem                                |
| 21 | Drapeau d’Israël                  | A     | Omer Senior                               |
| 22 | Drapeau d’Israël                  | G     | Roy Baranes                               |
| 23 | Drapeau de l'Ouganda              | D     | Aziz Kayondo (en prêt du CD Leganés B)    |
| 26 | Drapeau d’Israël                  | D     | Yahav Gurfinkel                           |
| 27 | Drapeau d’Israël                  | A     | Liad Ramot                                |
| 29 | Drapeau d’Israël                  | M     | Ran Binyamin                              |
| 30 | Drapeau d’Israël                  | A     | Hisham Layous                             |
| 45 | Drapeau d’Israël                  | A     | Sagi Genis                                |
| 72 | Drapeau d’Israël                  | D     | Or Israelov                               |
| 77 | Drapeau d’Israël                  | A     | Raz Twizer                                |
| –  | Drapeau des États-Unis            | G     | Matthew Frank                             |
| –  | Drapeau d’Israël                  | M     | Itamar Efrat                              |
| –  | Drapeau d’Israël                  | A     | Ido Elmichly                              |